# George W. Geddes

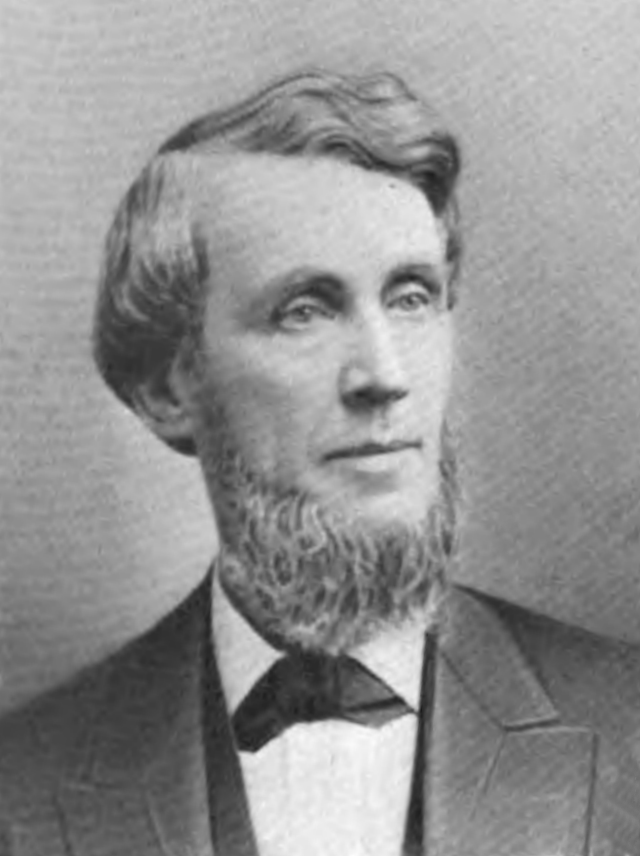
George W. Geddes

George Washington Geddes (* 16. Juli 1824 in Mount Vernon, Ohio; † 9. November 1892 in Mansfield, Ohio) war ein US-amerikanischer Politiker. Zwischen 1879 und 1887 vertrat er den Bundesstaat Ohio im US-Repräsentantenhaus.

## Werdegang
George Geddes besuchte die öffentlichen Schulen seiner Heimat. Nach einem anschließenden Jurastudium und seiner 1845 erfolgten Zulassung als Rechtsanwalt begann er in diesem Beruf zu arbeiten. Zwischen 1856 und 1873 war er Berufungsrichter im sechsten Gerichtsbezirk seines Staates. Danach praktizierte er wieder als Anwalt. Gleichzeitig schlug er als Mitglied der Demokratischen Partei eine politische Laufbahn ein. Im Jahr 1872 bewarb er sich erfolglos um einen Richterposten am Supreme Court of Ohio.
Bei den Kongresswahlen des Jahres 1878 wurde Geddes im 15. Wahlbezirk von Ohio in das US-Repräsentantenhaus in Washington, D.C. gewählt, wo er am 4. März 1879 die Nachfolge von Nelson H. Van Vorhes antrat. Nach drei Wiederwahlen konnte er bis zum 3. März 1887 vier Legislaturperioden im Kongress absolvieren. Von 1881 bis 1885 vertrat er dort als Nachfolger von Gibson Atherton den 14. und danach den 16. Distrikt seines Staates. Dort löste er am 4. März 1885 Beriah Wilkins ab. Von 1883 bis 1887 leitete er das Committee on War Claims. Im Jahr 1886 verzichtete er auf eine weitere Kandidatur.
Nach dem Ende seiner Zeit im US-Repräsentantenhaus war George Geddes wieder als Rechtsanwalt tätig. Er starb am 9. November 1892 in Mansfield, wo er auch beigesetzt wurde.